# Гопкінс (Південна Кароліна)
Гопкінс (англ. Hopkins) — переписна місцевість (CDP) в США, в окрузі Ричленд штату Південна Кароліна. Населення — 2514 особи (2020).

## Географія
Гопкінс розташований за координатами 33°54′1″ пн. ш. 80°51′24″ зх. д. / 33.90028° пн. ш. 80.85667° зх. д. (33.900217, -80.856751).  За даними Бюро перепису населення США в 2010 році переписна місцевість мала площу 42,81 км², з яких 42,76 км² — суходіл та 0,06 км² — водойми.

## Демографія
Згідно з переписом 2010 року, у переписній місцевості мешкали 2882 особи в 1045 домогосподарствах у складі 745 родин. Густота населення становила 67 осіб/км².  Було 1161 помешкання (27/км²).
Расовий склад населення:
| - 82,7 % — чорних або афроамериканців - 14,1 % — білих - 0,2 % — корінних американців - 0,2 % — азіатів - 1,3 % — осіб інших рас |

До двох чи більше рас належало 1,5 %. Частка іспаномовних становила 2,6 % від усіх жителів.
За віковим діапазоном населення розподілялося таким чином: 23,8 % — особи молодші 18 років, 63,0 % — особи у віці 18—64 років, 13,2 % — особи у віці 65 років та старші. Медіана віку мешканця становила 41,4 року. На 100 осіб жіночої статі у переписній місцевості припадало 86,5 чоловіків;  на 100 жінок у віці від 18 років та старших — 84,6 чоловіків також старших 18 років.
Середній дохід на одне домашнє господарство  становив 48 839 доларів США (медіана — 34 241), а середній дохід на одну сім'ю — 55 060 доларів (медіана — 45 552). За межею бідності перебувало 18,6 % осіб, у тому числі 19,3 % дітей у віці до 18 років та 15,3 % осіб у віці 65 років та старших.
Цивільне працевлаштоване населення становило 1369 осіб. Основні галузі зайнятості: освіта, охорона здоров'я та соціальна допомога — 22,7 %, сільське господарство, лісництво, риболовля — 16,9 %, мистецтво, розваги та відпочинок — 11,7 %, виробництво — 7,5 %.